# The Art of Self-Defense
Pour plus de détails, voir Fiche technique et Distribution.
The Art of Self-Defense est un film américain réalisé par Riley Stearns, sorti en 2019.

## Synopsis
Casey est un comptable timide. Après une agression par un gang de motards, il décide de s'inscrire à des cours de karaté. Il prend confiance en lui auprès de son charismatique instructeur, Sensei. Mais, alors qu'il participe aux cours du soir, l'image idéalisée qu'il s'est faite du professeur s'assombrit.

## Fiche technique
- Titre : The Art of Self-Defense
- Réalisation : Riley Stearns
- Scénario : Riley Stearns
- Musique : Heather McIntosh
- Photographie : Michael Ragen
- Montage : Sarah Beth Shapiro
- Production : Andrew Kortschak, Walter Kortschak, Cody Ryder et Stephanie Whonsetler
- Société de production : End Cue
- Société de distribution : Bleecker Street Media (États-Unis)
- Pays :  États-Unis
- Genre : Comédie noire et thriller
- Durée : 104 minutes
- Dates de sortie : 
  - États-Unis : 12 juillet 2019
  - France : 11 novembre 2019 (Netflix)

## Distribution
- Jesse Eisenberg (VF : Donald Reignoux) : Casey Davies
- Alessandro Nivola (VF : Damien Boisseau) : Leslie « Sensei »
- Imogen Poots (VF : Karine Foviau) : Anna
- Steve Terada (VF : Erwan Zamor) : Thomas
- David Zellner (VF : Éric Marchal) : Henry
- Phillip Andre Botello (VF : Ronan Rivet) : Kennith
- Jason Burkey (VF : Yannick Jaspart) : Alex
- Mike Brooks : Steve
- C.J. Rush : l'autre Steve
- Hauke Bahr (VF : Jérémy Bardeau) : Grant
- Davey Johnson (VF : Laurent Maurel) : le vendeur d'armes à feu
- Leland Orser (VF : William Coryn) : le détective McAllister (caméo)

## Production
Le tournage principal a commencé le 11 septembre 2017 dans le Kentucky.